# Mona Nemer
Pour les articles homonymes, voir Nemer.
Mona Nemer, C.M., C.Q., MSRC, est une scientifique libano-canadienne qui se spécialise dans la génétique moléculaire et la régénération cardiaque. Elle était auparavant professeure de pharmacologie à l’Université de Montréal et directrice de l’unité de recherche en cardiologie moléculaire à l’Institut de recherches cliniques de Montréal (IRCM), où elle était titulaire de la Chaire de recherche du Canada sur la différenciation des cellules cardiovasculaires (chaire de niveau 1). Elle est professeure de biochimie à la faculté de médecine de l’Université d’Ottawa, et a occupé le poste de vice-rectrice à la recherche de l’Université d’Ottawa de 2006 à 2017.
Le 26 septembre 2017, le premier ministre Justin Trudeau a annoncé qu’à la suite d’un processus de sélection, Mme Nemer avait été choisie comme nouvelle conseillère scientifique en chef du Canada,. Elle est devenue la première conseillère nationale des sciences depuis 2008.

## Jeunesse
Mona Nemer est née en 1957 à Beyrouth, au Liban, où elle a découvert sa passion pour la chimie. À l’adolescence, elle et ses camarades de classe ont réussi à faire mettre sur pied un programme de sciences à son école pour filles.
Elle a quitté le Liban pendant la guerre civile et a déménagé au Kansas, où elle a obtenu un baccalauréat en 1977, avec une majeure en chimie et des mineures en français et en mathématiques, à l’Université d’État de Wichita. À l’été de 1977, Mme Nemer a visité Montréal avec des amis et sa visite l’a convaincue de poursuivre ses études supérieures dans cette ville. Elle a obtenu son doctorat en chimie bio-organique de l’Université McGill en 1982, sous la supervision de Kelvin Ogilvie.

## Carrière
Les recherches de Mme Nemer sont axées sur la formation et les fonctions cardiaques, en particulier les mécanismes moléculaires qui enregistrent l’expression génétique des cellules cardiaques. Elle est surtout reconnue pour avoir isolé les gènes régulateurs de l’hypertrophie ventriculaire, qui se manifeste par une augmentation du volume du cœur et un épaississement du mur myocardique. Ses travaux ont contribué au développement de tests diagnostiques pour l’insuffisance cardiaque et les causes génétiques liées aux maladies cardiaques congénitales. À ce jour, Mme Nemer a publié plus de 150 articles de recherche scientifique; elle a été citée plus de 10 000 fois et possède un indice h de 63. Elle a également formé plus de 100 étudiants du Canada et d’autres pays.

### Vice-rectrice à la recherche, Université d’Ottawa
Mme Nemer a occupé le poste de vice-rectrice à la recherche de l’Université d’Ottawa de 2006 à 2017, en plus d’être la directrice de l’unité de recherche en cardiologie moléculaire à l’Institut de recherches cliniques de Montréal (IRCM). Elle a lancé le concours annuel de création de cartes de vœux des Fêtes de l’Université d’Ottawa.

### Conseillère scientifique en chef du Canada
Le mardi 26 septembre 2017, à la suite d’un processus de sélection, Mme Nemer a été nommée comme nouvelle conseillère scientifique en chef du Canada pour un mandat de trois ans. Ce rôle avait été supprimé en 2008 par le gouvernement précédent dirigé par le premier ministre Stephen Harper. En tant que conseillère scientifique en chef, Mme Nemer est responsable de fournir des conseils scientifiques objectifs au premier ministre (Justin Trudeau), au ministre de l’Innovation, des Sciences et de l’Industrie (François-Philippe Champagne) et au Cabinet. Elle est également responsable de fournir des lignes directrices pour veiller à ce que la science fédérale soit accessible au public et que les scientifiques puissent discuter librement de leurs travaux, et d’assurer la promotion de la science canadienne à l’échelle nationale et internationale. De plus, Mme Nemer présente des rapports annuels sur les activités de son bureau et sur l’état de la science fédérale au Canada.
Après 100 jours comme conseillère scientifique en chef, Mme Nemer a publié une lettre qui décrivait les plans de son bureau pour 2018, qui comprennent l’élaboration de lignes directrices et de politiques en matière d’intégrité scientifique, la recommandation de lignes directrices pour veiller à ce que les scientifiques du gouvernement puissent discuter librement de leurs recherches, et la préparation d’un cadre scientifique ouvert pour faciliter l’accès du public aux activités scientifiques du gouvernement fédéral.
Le 30 juillet 2018, le bureau de Mona Nemer a publié le Modèle de politique sur l’intégrité scientifique en vue de protéger le droit de parole des scientifiques du gouvernement au moyen de conventions collectives. Ce modèle a été élaboré en partenariat avec l’Institut professionnel de la fonction publique du Canada (IPFPC), le Secrétariat du Conseil du Trésor du Canada et le milieu de la recherche au fédéral.
Son bureau a également mis sur pied un groupe d’experts indépendants sur la science de l’aquaculture, présidé par Mme Nemer, dans le but de fournir des données scientifiques pertinentes pour les décisions stratégiques liées à l’aquaculture et aux répercussions sur l’environnement marin.

#### Science ouverte
Dans le cadre de son mandat visant à fournir des lignes directrices pour veiller à ce que la science fédérale soit entièrement accessible pour le public, la conseillère scientifique en chef et son bureau ont collaboré avec des collègues nationaux et internationaux afin de concevoir une feuille de route pour la science ouverte, annoncée par l’honorable Navdeep Bains, ministre de l’Innovation, des Sciences et de l’Industrie, le 26 février 2020.

#### COVID-19
En février 2020, lorsque la pandémie de COVID-19 est apparue au Canada, Mona Nemer, en tant que conseillère scientifique en chef, a rapidement mis sur pied le groupe d’experts sur la COVID-19, composé d’éminents chercheurs et praticiens dans les domaines de la recherche et du traitement des maladies infectieuses, de la modélisation des maladies et des sciences du comportement. Ce groupe d’experts, ainsi que plusieurs autres groupes et groupes de travail, a permis de transmettre rapidement les nouveaux renseignements scientifiques liés à la COVID-19 au premier ministre et au Cabinet tout au long de la pandémie.
La conseillère scientifique en chef et les groupes d’experts ont publié plusieurs rapports qui mettent l’accent sur les nouvelles questions suscitées par la pandémie de COVID-19, comme les établissements de soins de longue durée, la COVID-19 chez les enfants, le rôle de la ventilation et les considérations relatives à l’utilisation d’attestations de vaccination.

#### Renouvellement du mandat
Le 1er octobre 2020, le premier ministre Justin Trudeau a annoncé le renouvellement du mandat de Mme Nemer pour une autre période de deux ans, à partir du 25 septembre 2020.

## Distinctions et prix
- 1994 – Prix Marcel-Piché

- 2001 – Membre de la Société royale du Canada

- 2003 – Prix Léo-Pariseau
- 2009 – Chevalier de l’Ordre national du mérite (France)
- 2009 – Chevalier de l’Ordre national du Québec
- 2014 – Membre de l’Ordre du Canada
- 2018 – Médaille d’or Arthur Wynne